# Genes in Space

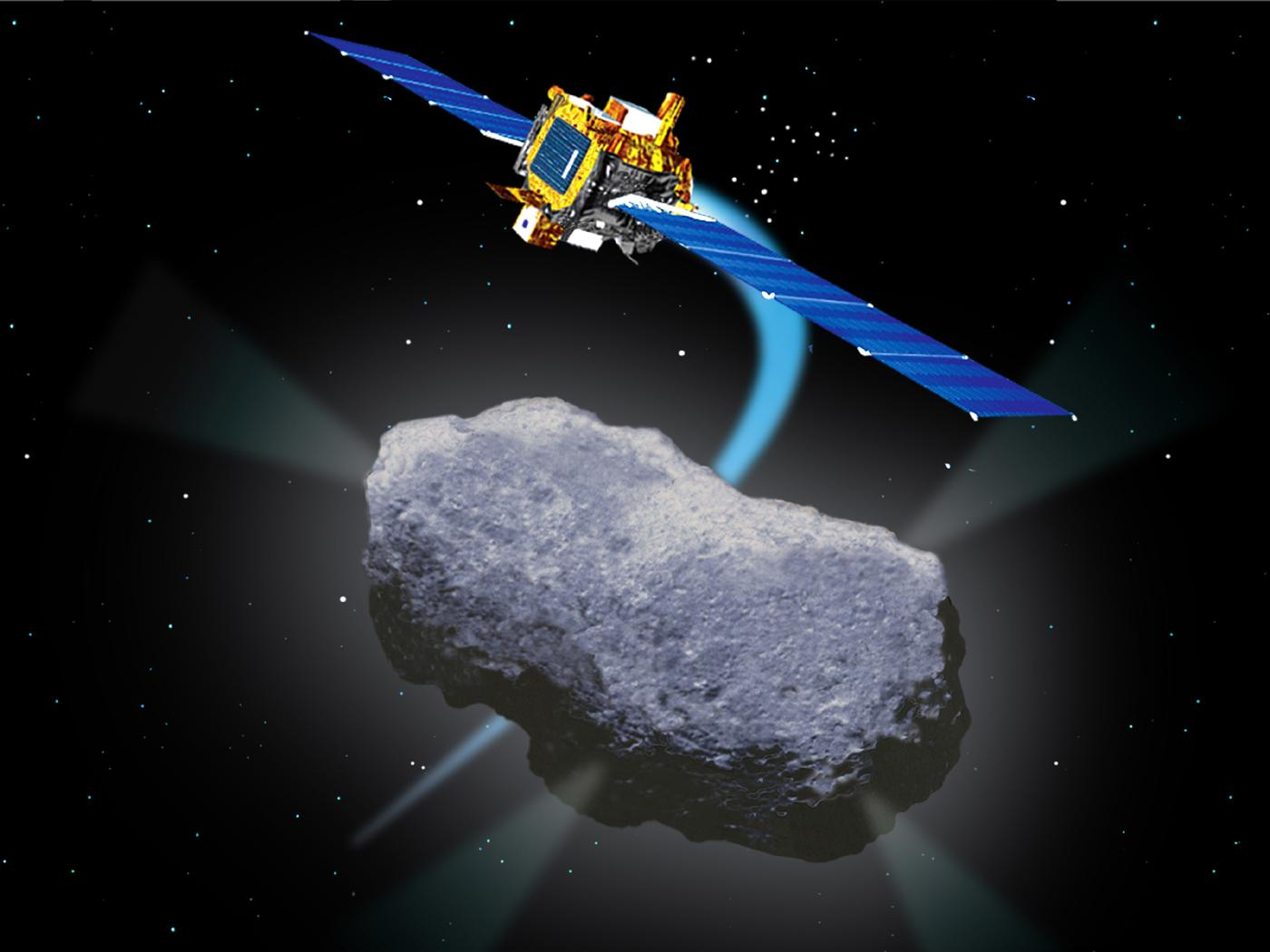

Genes no espaço foi um jogo em celulares desenvolvido por agência de Dundee, ao lado de cientistas do centro de pesquisa do câncer do Reino Unido, que envolve a participação informada, consciente e voluntária, de milhares de cidadãos que enquanto jogam, geram e analisam grandes quantidades de dados, partilham o seu conhecimento criando mais precisos resultados, e mais rápido os novos tratamentos de câncer podem ser desenvolvidos
. Genes in Space foi baixado em mais de 400.000. Quase 5.000.000 de dados foram analisados - todos os genomas de 1980 pacientes, cada um verificado 50 vezes para verificar a precisão.

## O jogo
A missão da "Genes no espaço" era coletar uma substância fictícia apelidada de Elemento Alpha. Isso representava dados genéticos de câncer, o que poderiam sustentar certos tipos de câncer.
Como um recruta da 'Bifrost Industries', a missão era coletar a valiosa e negociável  substância Elemento Alpha e subir na hierarquia de funcionários por fazer:
- Mapeamento o seu percurso através das áreas mais densas de Elemento Alpha.
- Seguir o seu percurso voando através do espaço coletando o máximo Elemento Alpha possível e destruindo asteróides ao longo do caminho.
- Evitando e atirando asteróides para chegar ao próximo nível de recolha Elemento Alpha.
- Atualizando sua nave para se tornar mais poderoso e negociando o seu elemento Alpha para ganhar mais pontos[3].